# 颐和路

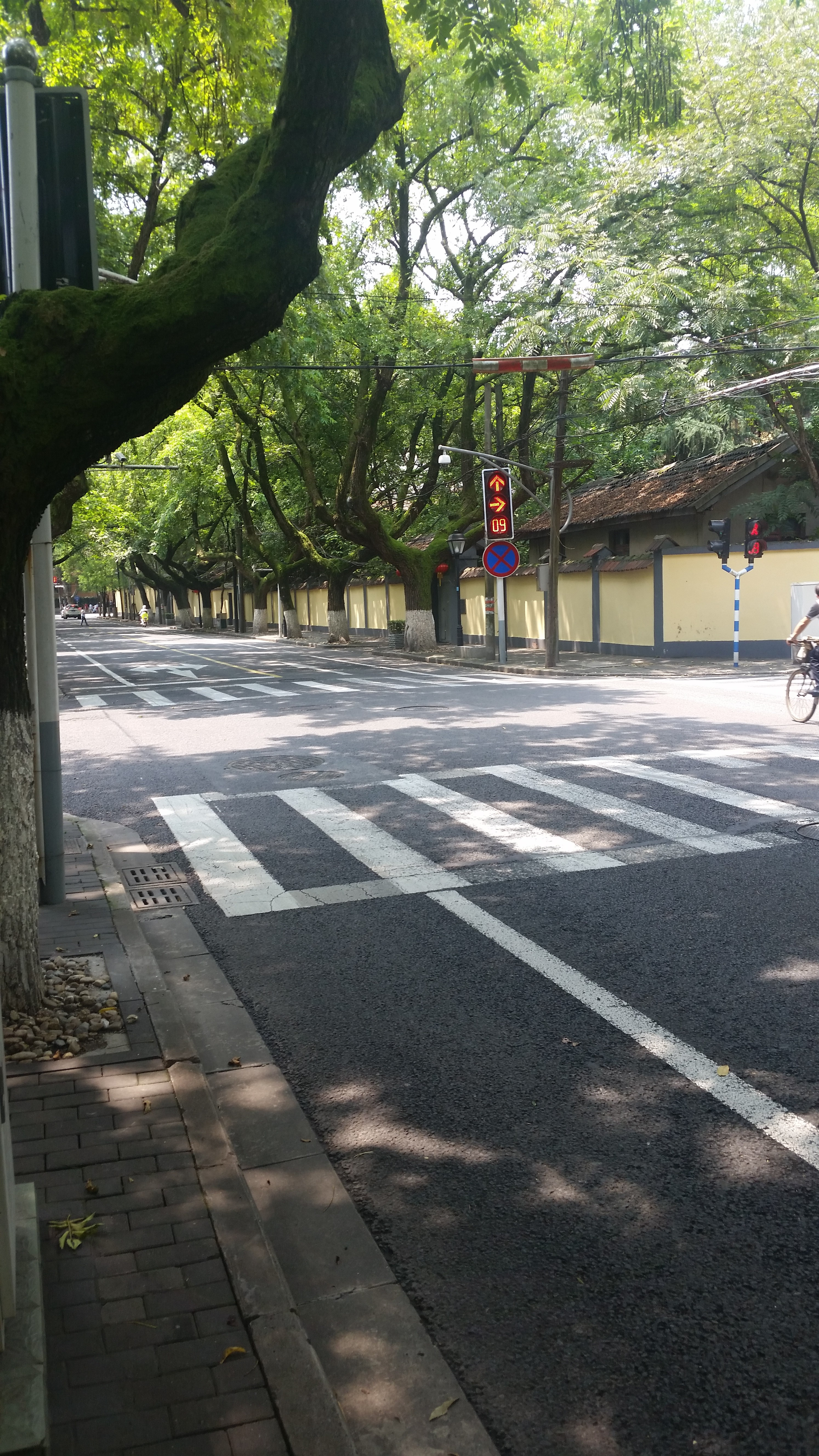
夏日中的颐和路

颐和路是位于江苏省南京市鼓楼区内的一条道路，长约600米，西南—东北走向，西南到西康路、天竺路，东北到江苏路圆环，与山西路、江苏路、宁海路、珞珈路以及四卫头交汇，中间与琅琊路、牯岭路交汇。琅琊路小学位于这里。
这里原是一片荒地，1930年代根据首都计划建成高级住宅区，在林荫大道两旁，大多是中西合璧式的二层楼房，建筑密度较低。现已列为民国建筑保护区。
这条马路建成后70年间，一直不通公共汽车，没有店铺，绿化良好，保持着宁静的住宅区气氛。2000年以后才由中北巴士开通318路，在颐和路设有一站。
其中颐和路公馆区第十二片区（即颐和公馆）作为颐和路公馆区的改造范本由26幢风格各异的民国时期别墅组成，并于2014年荣膺联合国教科文组织亚太地区文化遗产保护荣誉奖。2015年4月，南京颐和路民国公馆区成为首批中国历史文化街区。

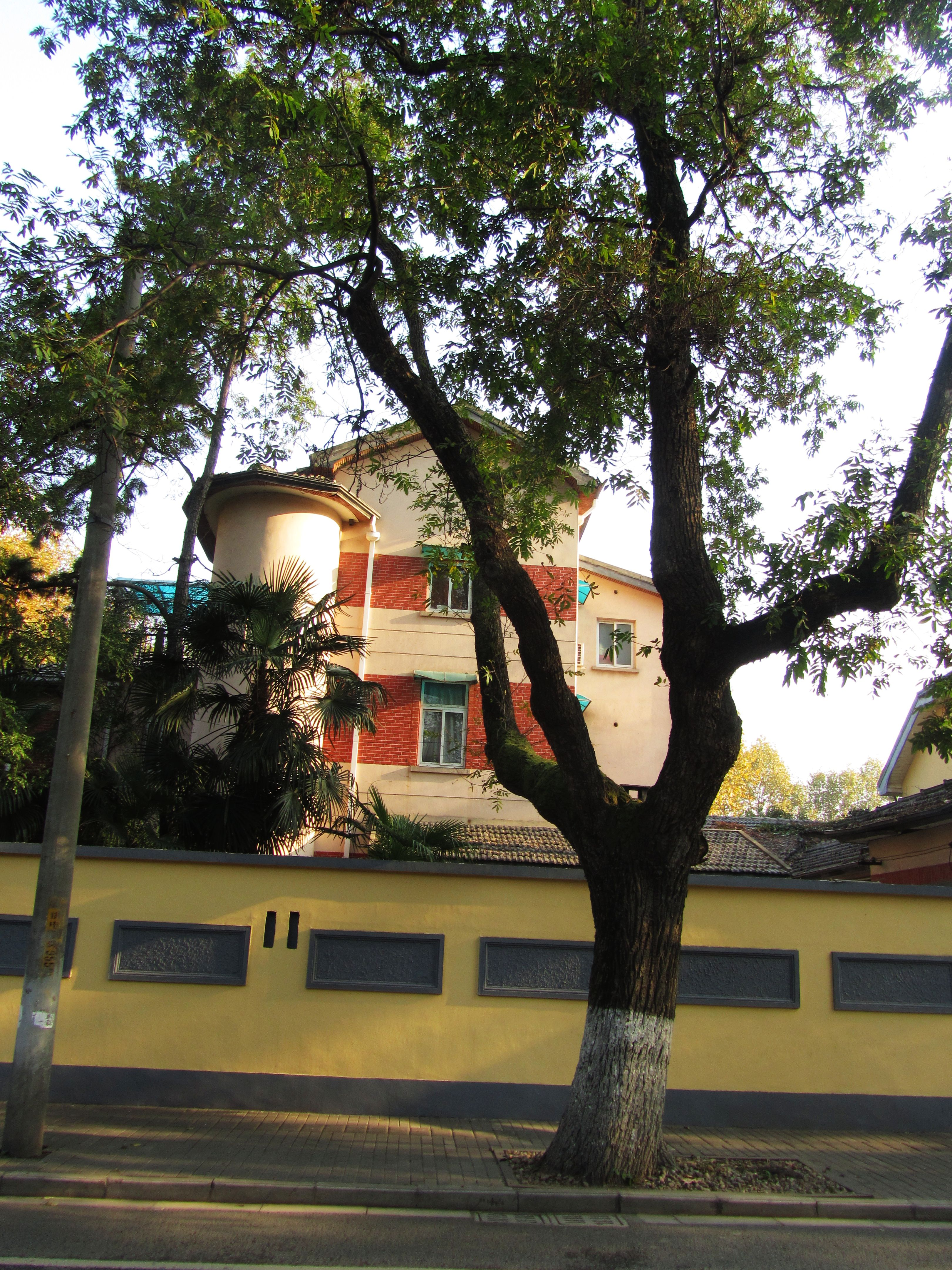
原民国时期的菲律宾公使馆

## 沿街建筑
- 2号，泽存书库旧址，列为重要近现代保护建筑
- 3号，李敬思公馆
- 4号，常宗会公馆
- 5号，何轶民公馆（汤恩伯公馆），建筑面积441平方米。
- 6号，陈布雷旧居，列为重要近现代保护建筑
- 7号，张广舆公馆
- 8号，阎锡山公馆。今南京军区政治部老干部活动中心。江苏省文物保护单位[1]。
- 9号，李起化旧居
- 10号，汪彬梅公馆
- 11号，英国大使馆空军武官处
- 12号，马承慧公馆
- 13号，林彬公馆
- 14号，任仲琅旧居
- 15号，原菲律宾公使馆旧址，今部队住宅，南京市文物保护单位[1]。
- 17号，杜佐周公馆
- 18号，邹鲁公馆，今部队住宅，南京市文物保护单位[1]。
- 19号，蒋梦麟公馆
- 20号，陈庆云公馆
- 21号，蒋范吾公馆
- 22号，王文矶公馆
- 23号，吴润公馆
- 24号，廖行端公馆、英国大使馆旧址（租用）
- 25号，赵玉麟公馆
- 28号，钱华别墅、美国大使馆旧址
- 29号，苏联大使馆旧址（租用），今部队住宅，南京市文物保护单位[1]。
- 30号，耿季和公馆
- 32号，澳大利亚大使馆旧址，今部队住宅，南京市文物保护单位[1]。
- 33号，裘逸青公馆
- 34号，顾祝同公馆。占地2252平方米，建筑921平方米。南京市文物保护单位[1]。
- 35号，墨西哥大使馆旧址
- 36号，张春公馆
- 37号，郑天锡公馆
- 38号，汪精卫公馆。江苏省文物保护单位[1]。
- 39号，俞济时公馆

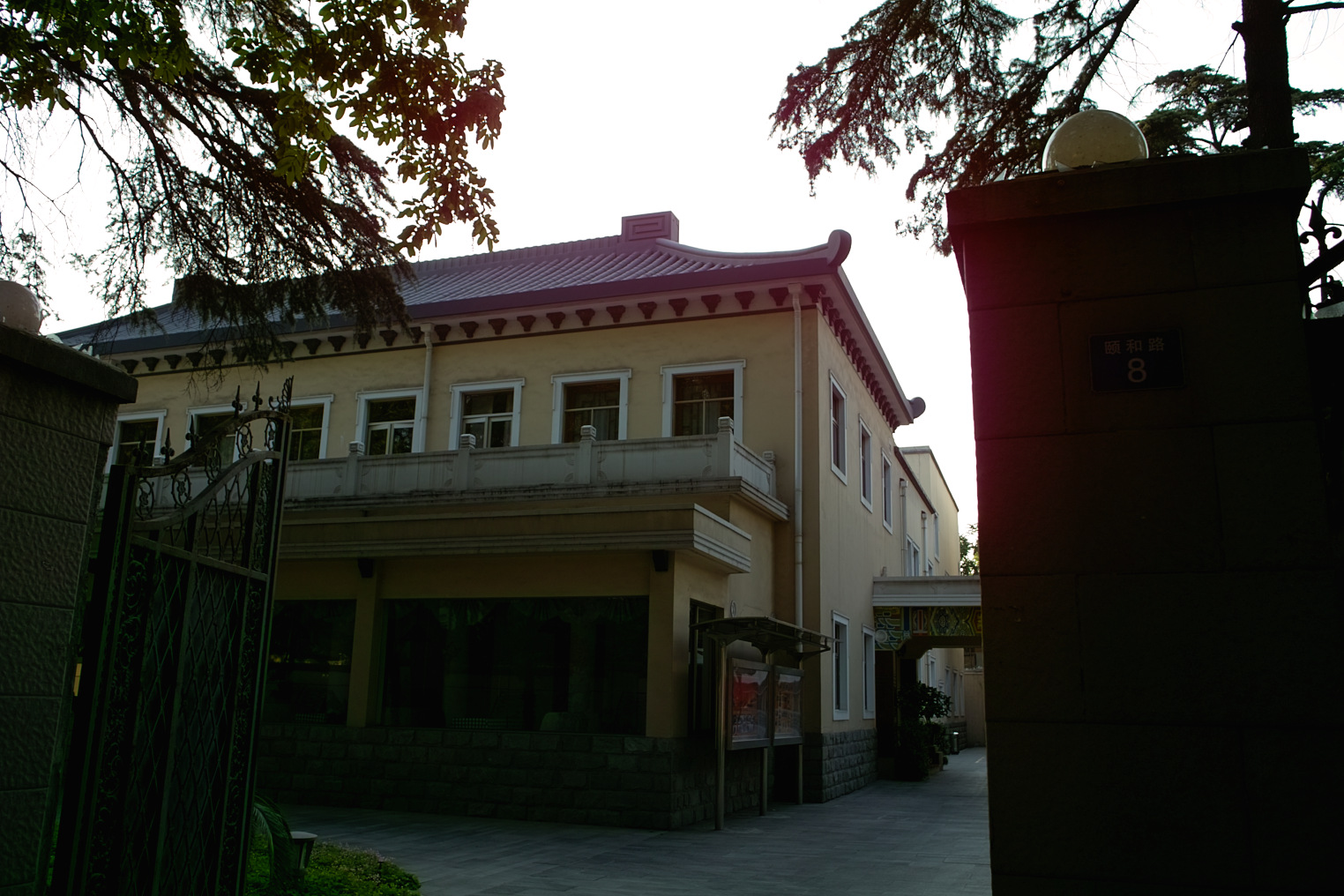
颐和路8号
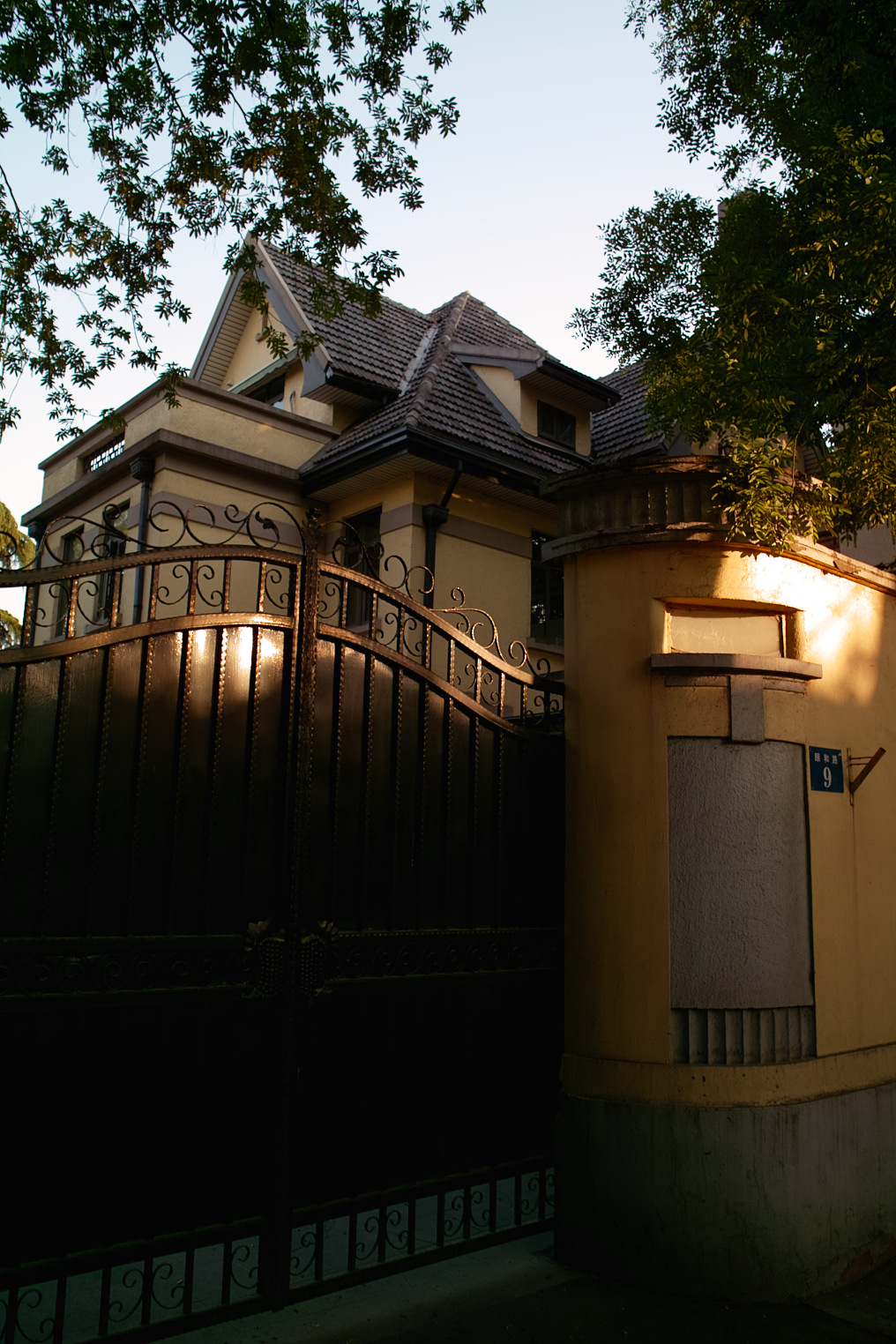
颐和路9号